# Черталик
Чертали́к (рос. Черталик) — селище у складі Бузулуцького району Оренбурзької області, Росія.

## Населення
Населення — 60 осіб (2010; 94 у 2002).
Національний склад (станом на 2002 рік):
- росіяни — 84 %